# この愛のときめき
「この愛のときめき」（このあいのときめき）は、西城秀樹の12枚目のシングル。1975年2月25日にRCAから発売された。

## 解説
- 「激しい恋」以来となる、安井かずみが作詞を手がけた作品である[3]。
- 曲の終わりがサビの繰り返し（エンドレス）でフェード・アウトする最初の作品である。サビの部分では、「薔薇の鎖」以来のマイクスタンド・アクションが行われた。
- オリコンでは最高位3位を記録、100位内に15週ランクインし27.7万枚のセールスとなった[1][2]。
- 第17回日本レコード大賞では、大賞候補曲としてノミネートされた。
- ジャケットの裏にはデビュー3周年記念「あなたとヒデキのときめきの集い（ひととき）｣[4]への応募券が付いていた[3]。

## 収録曲
（全作詞：安井かずみ／作曲・編曲：あかのたちお）
1. この愛のときめき
2. 土曜の夜

## 収録アルバム
- 『エキサイティング秀樹 Vol.5 - 恋の暴走/この愛のときめき』